# Кезель-Калье (Марказі)
Кезель-Калье (перс. قزل قلعه) — село в Ірані, у дегестані Хондаб, у Центральному бахші, шагрестані Хондаб остану Марказі. За даними перепису 2006 року, його населення становило 127 осіб, що проживали у складі 25 сімей.

## Клімат
Середня річна температура становить 11,49 °C, середня максимальна – 30,20 °C, а середня мінімальна – -10,69 °C. Середня річна кількість опадів – 273 мм.
| Клімат поселення                              | Клімат поселення | Клімат поселення | Клімат поселення | Клімат поселення | Клімат поселення | Клімат поселення | Клімат поселення | Клімат поселення | Клімат поселення | Клімат поселення | Клімат поселення | Клімат поселення | Клімат поселення |
| Показник                                      | Січ.             | Лют.             | Бер.             | Квіт.            | Трав.            | Черв.            | Лип.             | Серп.            | Вер.             | Жовт.            | Лист.            | Груд.            |                  |
| Середній максимум, °C                         | 8,40             | 9,74             | 14,08            | 19,55            | 23,47            | 30,20            | 30,01            | 29,39            | 25,23            | 20,35            | 13,25            | 7,90             |                  |
| Середня температура, °C                       | −1,14            | 0,19             | 4,54             | 10,00            | 13,92            | 20,64            | 23,93            | 23,32            | 19,16            | 14,28            | 7,18             | 1,83             |                  |
| Середній мінімум, °C                          | −10,69           | −9,35            | −5,02            | 0,46             | 4,38             | 11,10            | 17,86            | 17,25            | 13,11            | 8,20             | 1,10             | −4,23            |                  |
| Норма опадів, мм                              | 43               | 33               | 48               | 37               | 36               | 9                | 0                | 1                | 1                | 5                | 23               | 37               |                  |
| Середньомісячна швидкість вітру, м/с          | 1.32             | 2.00             | 2.78             | 2.81             | 2.59             | 2.48             | 2.45             | 2.52             | 2.29             | 2.12             | 1.93             | 1.33             |                  |
| Середньомісячна сонячна радіація, кДж/м²·день | 9206             | 12415            | 14840            | 18248            | 22319            | 27044            | 25971            | 23981            | 21061            | 15588            | 10941            | 9032             |                  |
| --------------------------------------------- | ---------------- | ---------------- | ---------------- | ---------------- | ---------------- | ---------------- | ---------------- | ---------------- | ---------------- | ---------------- | ---------------- | ---------------- | ---------------- |
| Джерело:                                      |                  |                  |                  |                  |                  |                  |                  |                  |                  |                  |                  |                  |                  |